# 小學雞
小學雞，香港俚語，原意為小學生及沒有學歷者的貶稱，現泛指一切行為及思想幼稚、心智未成熟、低層次、經常撩事鬥非和到處生事的人，與小朋友同義。类似于中国大陆形容他人幼稚的词语“小学生”。
除了罵人外，一些人也因為網路聊天程式SimSimi的吉祥物的外型酷似小雞之故而將SimSimi給稱作「小學雞」。

## 來源
多數的小學生在學校操場都會跑來跑去，從頂樓看下來就像一大堆小雞在跑，因而得名。

## 定義
「小學雞」原本只是用於對小學生的貶稱，現延伸為指一個不論年紀多大的人，行為及說話的方面都有如小學生，都有機會被冠為「小學雞」。目前「小學雞」和「小朋友」經常被網民濫用︰部份劣質網民不論對方行為是否成熟，只要是比他年齡細的人一律認為是「小學雞」，乃以貌取人；大多數網民指責他人時，只要與對方意見不合或雙方有私怨，便亂指對方為「小學雞」；甚至有些本身也是小學生的網民亦以此詞攻擊他人。

## 衍生術語

### 中學鴨
「中學鴨」原是對中學生的貶稱，現泛指部份心智未成熟，既要出位、又要惹事生非但怕要負責任的人。
小學生升讀中學後，通常會減少作出不顧儀態的動作（表現），但部份始終不滅撩事鬥非的性格。就像在天台望向樓下的鴨子，走得比雞慢，因為一邊要跑，一邊要顧儀態（意指又要威，又要戴頭盔），而鴨、雞在眾多網民心目中都實屬同類，因而定名為「中學鴨」。

### 中學牛、大學馬騮頭
在商業電台節目《架勢堂》中，主持人森美曾經把「小學雞」的概念擴展，創出「小學雞，中學牛，大學馬騮頭」的引伸口訣，然而此句有抄襲早年流傳的香港中學「概覽」式順口溜「真光豬，嶺南牛，培正馬騮頭」之嫌